# ウジェニー・ド・ゲラン

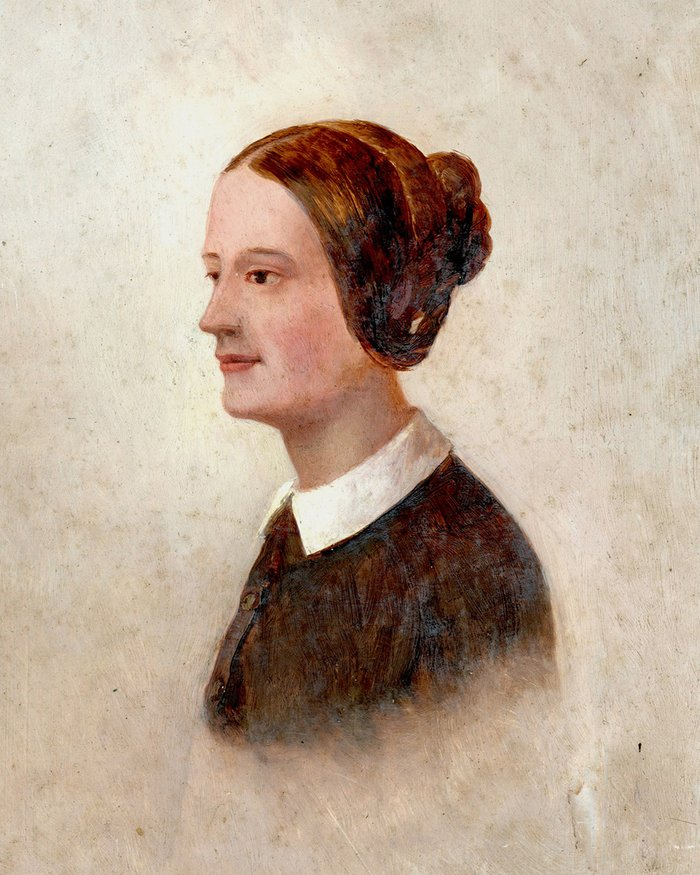
ウジェニー・ド・ゲラン

ウジェニー・ド・ゲラン（Eugénie de Guérin、1805年1月29日 - 1848年5月31日）は、フランスの日記作家。4人姉弟の長女として南フランスのタルヌ県ケーラの貴族の家に生まれる。詩人のモーリス・ド・ゲランは実弟で、縛り付けるほど彼に愛情を注ぎ、モーリスに依存する。モーリスが死んだ後も天国にいるモーリスのために日記を書いた。生涯独身。